# Polača
Polača (it. Polazza) ist ein Ort und eine Gemeinde in Kroatien. Die Gemeinde Polača befindet sich in der Gespanschaft Zadar in der Nähe der Stadt Benkovac.

## Gemeindegliederung
Die Gemeinde besteht aus vier Orten (Naselja):
- Donja Jagodnja
- Gornja Jagodnja
- Kakma
- Polača (Polazza)

## Bevölkerungsentwicklung
Die Gemeinde hatte gemäß der Volkszählung 2011 1464 Einwohnern, von denen 88,49 % Kroaten und 10,42 % Serben waren. Der Ort hatte 2011 1055 Einwohner. Gemäß der Volkszählung 2001 hatte die Gemeinde Polača 1411 Einwohner, davon 93,72 % Kroaten. Der Hauptort Polača hatte 2001 1117 Einwohner.

## Geschichte
Im Kroatienkrieg wurde 1991 die 1820 erbaute, denkmalgeschützte Cosmas-und-Damian-Kirche (Sv. Kuzma Damijan) von den serbischen Streitkräften mit Sprengstoff beschädigt. Die Gemeinde lag an der südlichen Grenze der im Dezember 1991 gegründeten, de facto unabhängigen und serbisch dominierten Republik Serbische Krajina (Republika Srpska Krajina), bis sie im September 1995 durch die Operation Oluja (Operation Sturm) von Kroatien zurückerobert wurde.
Nach dem Kroatienkrieg wurden in Polača Hunderte von Häusern neu erbaut.